# 乌鲁木齐南站
乌鲁木齐南站（维吾尔语：ئۈرۈمچی جەنۇبىي ۋوگزالى，拉丁维文：Ürümchi jenubiy békiti），曾用名乌鲁木齐站，位于中国新疆维吾尔自治区乌鲁木齐市沙依巴克区南站路135号，于1962年启用，为乌鲁木齐铁路局管辖的客货运一等站。乌鲁木齐新客站启用后，乌南站是乌鲁木齐市内的辅助客运枢纽，有少量管内列车停靠。经过铁路有兰新铁路、北疆铁路和于2014年通车的兰新客运专线。

## 历史

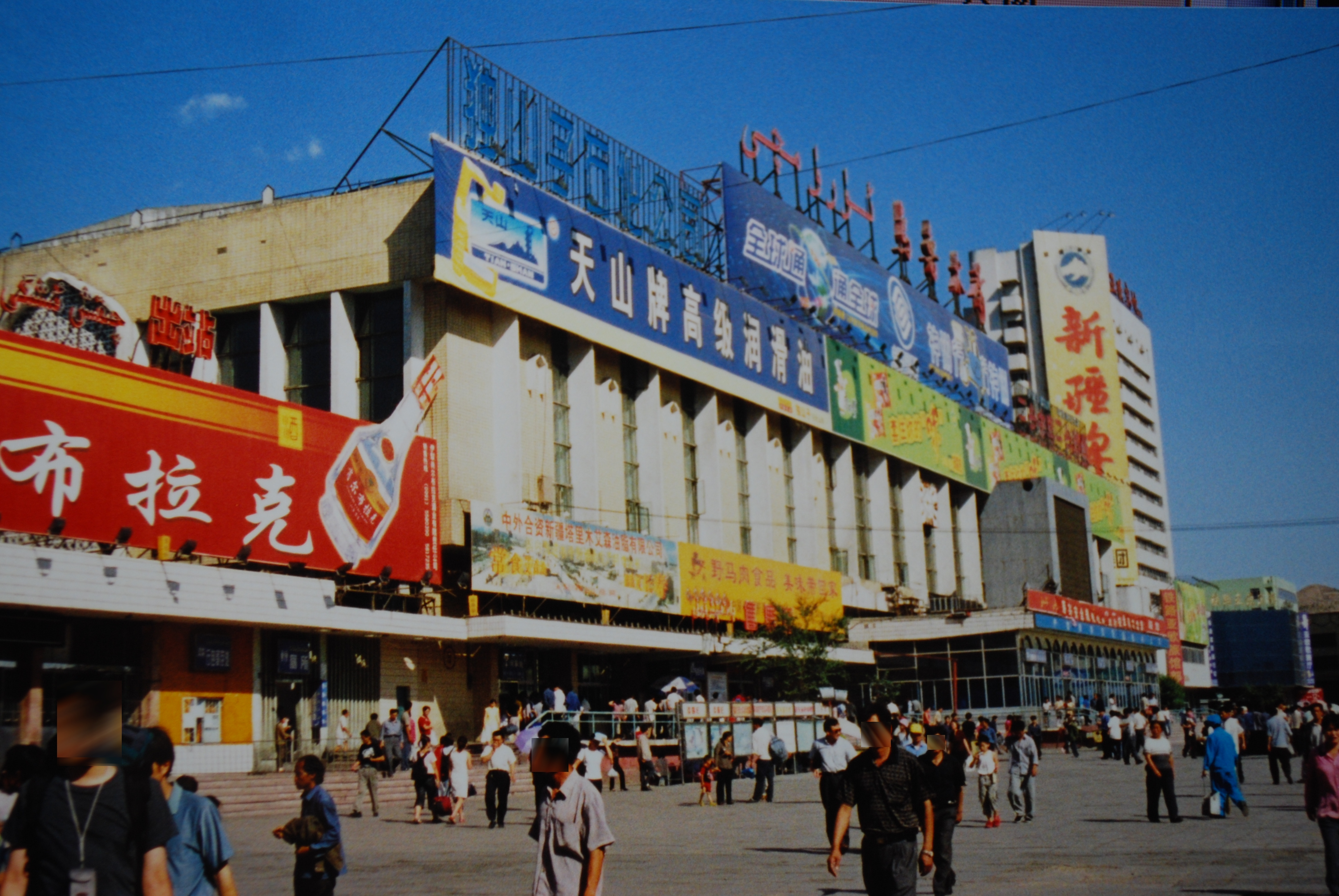
建成于1962年的旧站房（2001年）

- 1962年12月3日：乌鲁木齐站建成运营。候车大楼建筑面积为2896平方米。
- 1963年1月15日：乌鲁木齐站开通客运。
- 1984年：乌鲁木齐站旅客发送量为122.3万人。新建建筑面积为8296.31平方米候车大楼一座，由上、下2层、3个候车大厅、3间软席候车室、3个母子候车室，能同时容纳旅客3000余人。旅客站台由原来的747米延至884米，面积由9190平方米扩大到10835平方米。站台新建两座风雨棚共9940平方米，并有地道通站外。此外还建站前广场40000平方米。
- 1985年：站线由6条增加至9条。货场货物线共6条，总有效长1194米，可容车79辆。
- 2000年：乌鲁木齐站旅客发送量猛增到398.7万人，日均发送1.09万人，高峰时达1.4万余人。
- 2002年5月18日凌晨2時：乌鲁木齐站旧站房以爆破方式拆除[5]。

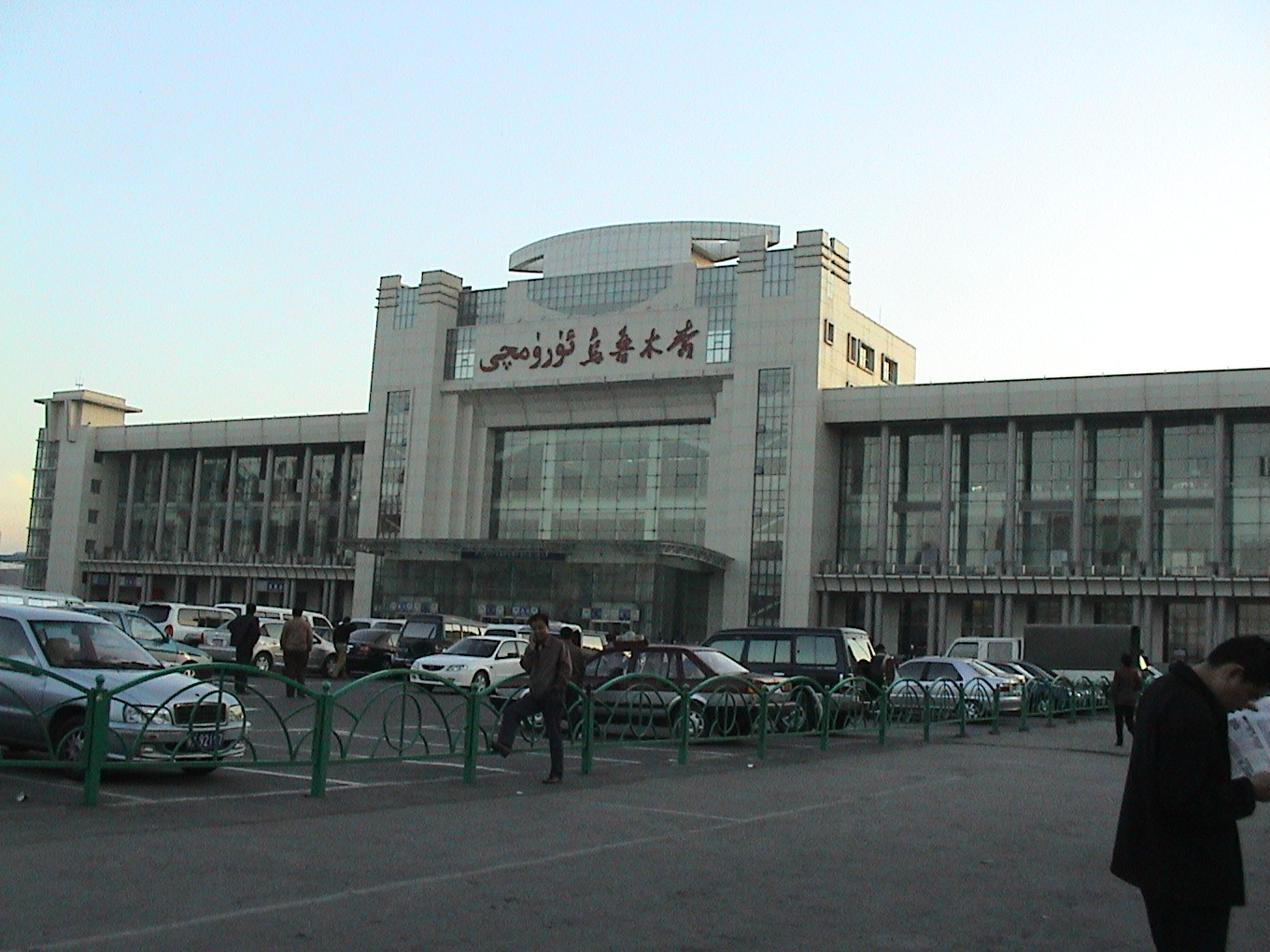
更名前的站房，站名采用郭沫若题字。

- 2004年4月25日：新站房建成启用。新客运大楼总建筑面积为26185平方米。包括进站、出站通道、售票厅、普通候车厅、软席候车厅、贵宾候车厅等，可一次性容纳旅客7000人。乌鲁木齐站总占地面积20余万平方米。车站设有旅客高站台2座，低站台1座，一、二、三站台各设风雨棚1座，站台风雨棚总面积26059.4平方米。站内有客货到发线10条；候车厅6个，其中包括软席候车厅、国际列车候车厅各一个；人工售票厅。在岗职工454人，共11个民族，其中男职工243人。年发送旅客449.9万人，完成货物发送42.26万吨，运输收入完成8.82亿元。
- 2014年4月30日：出站口接人处发生一起持刀砍杀人群、同时引爆爆炸装置的爆炸事件[7][8]。事件共造成3人死亡，79人受伤，其中4人重伤。
- 2014年9月1日：乌鲁木齐站更名为乌鲁木齐南站[9]。
- 2018年9月1日起，所有进出疆列车不再停靠该站，客运业务转由乌鲁木齐站承担[10]。
- 2022年4月10日起，乌鲁木齐南站恢复办理客运业务，5对客车恢复办理旅客乘降业务[11]。

## 车站结构

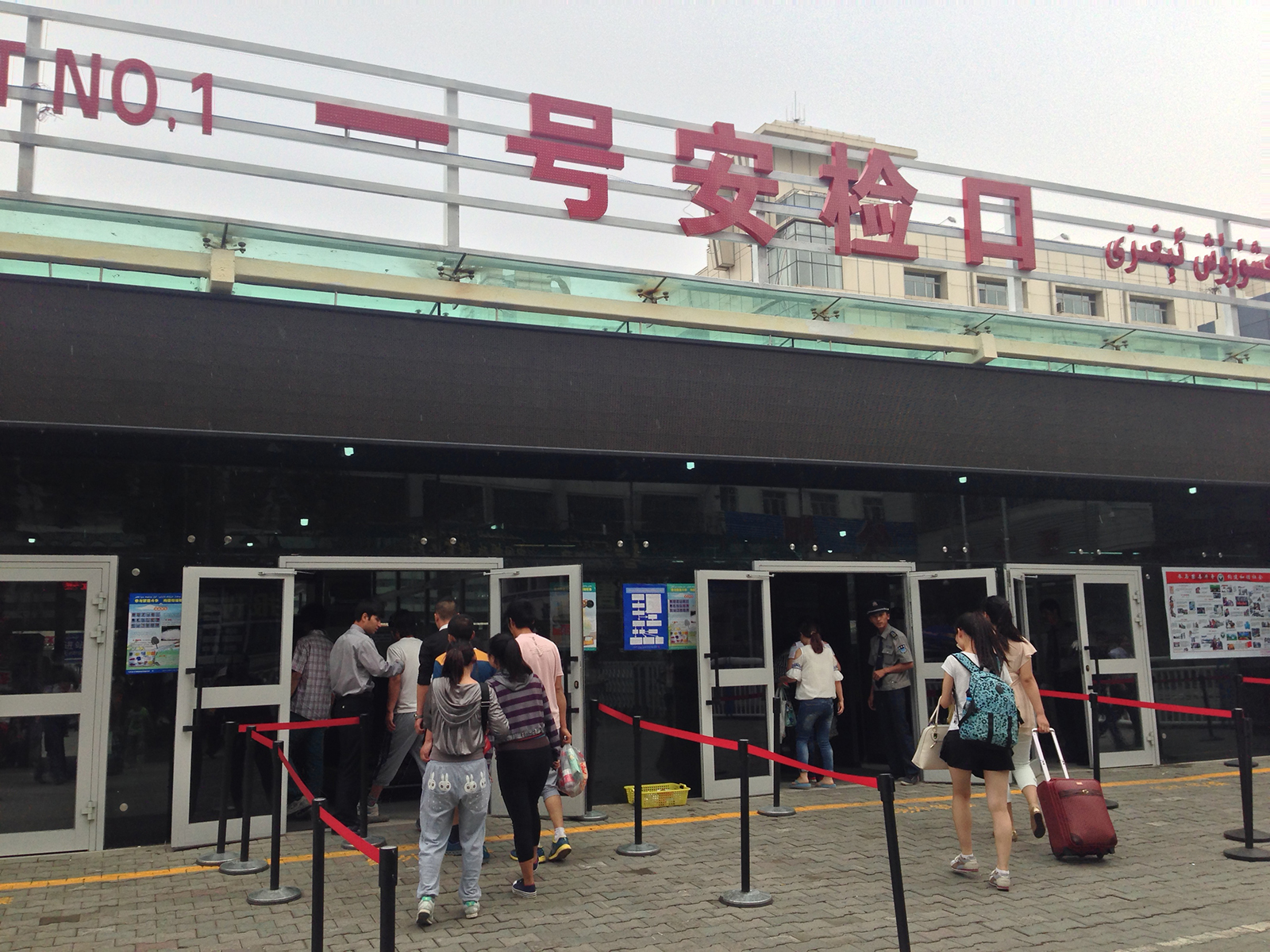
站前安检口（已取消）

乌鲁木齐南站一度安检十分严格，自2019年12月30日起，车站安检改为进入广场时仅安检一次，过检后可直接进入车站。车站售票厅设置窗口18个，日常开口4个），自动售票机，由原先的自助售票厅，转移至售票厅内，目前售票厅内设置机器8台，4台现金多功能售取票机，4台银行卡售取票机，候车厅内部在1楼设置7台自动取票机。

### 站线布置

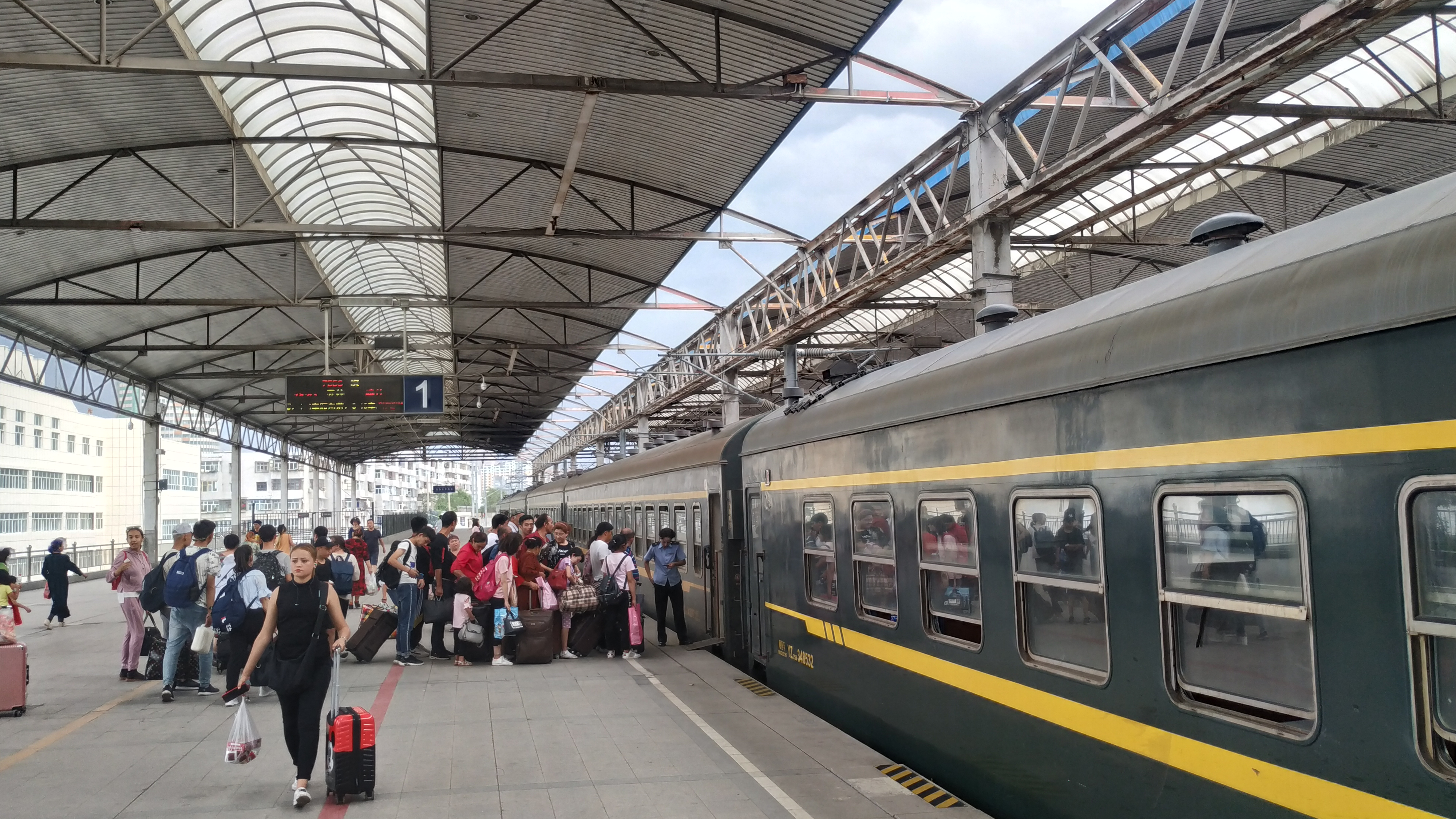
车站1站台

乌鲁木齐南站普速场共8条股道，其中正线2条、旅客列车到发线1条、货车到发线1条；设基本站台1座、島式站台2座。高速场共6条股道，其中正线2条，岛式站台2座。站房和各站台间设有1座宽12米的天桥和2座宽8米的地道连接。
| 东↑  | 站房 |                                                   |  |
|      | 侧式 |                                                   |  |
| 1道  | 1    | 普速场 到发线                                     |  |
| 2道  | 2    | 普速场 到发线                                     |  |
|      | 岛式 |                                                   |  |
| 3道  | 3    | 普速场 到发线                                     |  |
| 4道  | 无   | （乌鲁木齐站）普速场 兰新铁路上行正线（乌拉泊站） |  |
| 5道  | 无   | （乌鲁木齐站）普速场 兰新铁路下行正线（乌拉泊站） |  |
| 6道  | 4    | 普速场 到发线                                     |  |
|      | 岛式 |                                                   |  |
| 7道  | 5    | 普速场 到发线                                     |  |
| 8道  | 无   | 普速场 货车到发线                                 |  |
| 9道  | 6    | 高速场 到发线                                     |  |
|      | 岛式 |                                                   |  |
| 10道 | 7    | 高速场 到发线                                     |  |
| 11道 | 无   | （乌鲁木齐站）高速场 兰新客专上行正线（盐湖西站） |  |
| 12道 | 无   | （乌鲁木齐站）高速场 兰新客专下行正线（盐湖西站） |  |
| 13道 | 8    | 高速场 到发线                                     |  |
|      | 岛式 |                                                   |  |
| 15道 | 9    | 高速场 到发线                                     |  |
| 西↓  |      |                                                   |  |

## 使用情况
2000年旅客发送量398.7万人次，日均旅客发送量1.09万人次。目前仅有少量管内列车停靠，同时办理列车车底存放业务。
数据截止至2025年7月
| 列车所属路局   | 车次  | 目的地   |
| -------------- | ----- | -------- |
| 乌鲁木齐局集团 | C859  | 克拉玛依 |
| 乌鲁木齐局集团 | C827  | 奎屯     |
| 乌鲁木齐局集团 | C849  | 伊宁     |
| 乌鲁木齐局集团 | K6701 | 伊宁     |
| 乌鲁木齐局集团 | K9789 | 霍尔果斯 |
| 乌鲁木齐局集团 | Z362  | 启东     |

## 周边交通

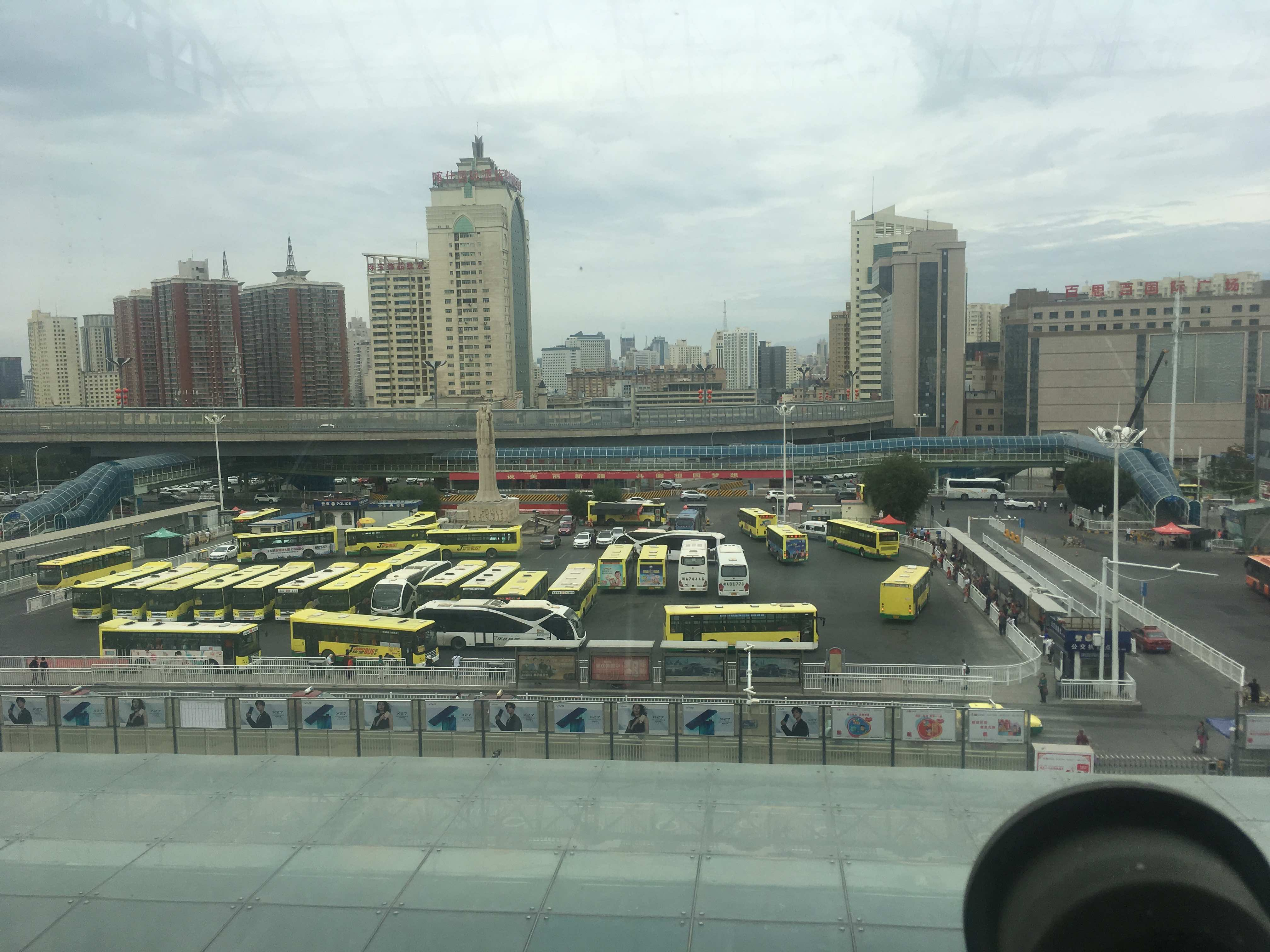
站前广场

### 公交
普通公交：8路、10路、16路、21路、36路、44路、52路、58路、62路、157路、312路、531路、537路、902路、903路、905路、906路、909路、915路、927路、928路、2009路、3202路
- 快速公交：1号线(BRT1)
- 环线快客：K2、K3线
- 社区公交：S201路
- 大站快车：D004路、D012路
- 机场快线：JC01线

### 地铁
█ 乌鲁木齐地铁3号线（缓建中）